# أليسيا فياريال
أليسيا ماريا فياريال ميسا (بالإسبانية: Alicia Villarreal)‏ (مواليد ديسمبر 1957) هي فنانة تشيلية، و أستاذة، وأمينة تشيلية.  وهي متخصصة في الفن المفاهيمي والتجريبي. درست الفنون البصرية في الجامعة البابوية الكاثوليكية في تشيلي ولاحقًا في مدرسة إرك سان لوك للجرافيك في بروكسل. يُظهر عملها «بعدًا انعكاسيًا للذاكرة الشخصية والجماعية وعلى اللغة ووسائل الإنتاج الفني».